# Wait & Wonder
Wait & Wonder är den svenska rockgruppen The Maharajas första 7" vinyl-EP, utgiven 2002 av Loser Records (England). Inspelningen gjordes i Ace Studios av Micke ’RIP’ Borg och mixades av Måns P Månsson & The Maharajas.

## Låtlista
Sida A
1. ”Wait & Wonder” (Lindberg) – 2:23
2. ”The Fool” (Steenbock) – 2:21

Sida B
1. ”You've Gone Your Way” (Lindberg) – 2:14
2. ”Open My Eyes” (Lindberg) – 2:50

## Medverkande
- Jens Lindberg – gitarr, sång, orgel
- Ulf Guttormsson – basgitarr, sång
- Mathias Lilja – gitarr, sång, orgel
- Anders Öberg – trummor